# Eddie Slovik
Edward Donald "Eddie" Slovik , född 18 februari 1920 i Detroit, död 31 januari 1945 (avrättad), var en amerikansk menig soldat i USA:s armé som deltog i andra världskriget och den enda amerikanska soldat som avrättats för feghet och desertering sedan amerikanska inbördeskriget.
Trots att 21 049 amerikanska soldater straffades för desertering under andra världskriget, inklusive de 49 utdömda dödsstraffen, var Slovik den enda som slutligen avrättades. Som jämförelse kan nämnas att över 30 000 tyska soldater avrättades av sin egen armé under andra världskriget.

## Småtjuven
Slovik föddes i en polsk-amerikansk familj i Detroit. Under sin uppväxt greps han av polisen flera gånger, vid första tillfället var han bara tolv år gammal. Tillsammans med några vänner gjorde han inbrott i ett gjuteri och stal mässing. Mellan 1932 och 1937 greps han vid upprepade tillfällen för stöld och 1937 dömdes han till fängelse för första gången men fick villkorligt straff. I september 1938 efter att ha stulit en bil och krockat alkoholpåverkad sändes han återigen till fängelse 1939.
I april 1942 släpptes Slovik från fängelset och började arbeta hos en rörfirma, Montella Plumbing and Heating, i Dearborn. Där träffade han Antoinette Wisniewski som arbetade med redovisning för Sloviks arbetsgivare James Montella. De gifte sig den 7 november 1942.

## Inkallelse
Sloviks brottsliga förflutna gjorde honom okvalificerad för tjänst i armén, men kort efter deras första bröllopsdag omklassificerades Slovik och blev inkallad av armén.
24 januari 1944 anlände Eddie Slovik till Camp Wolters i Texas för grundläggande militär utbildning. 20 augusti 1944 anlände han till Frankrike som en av 12 soldater som skulle ersätta förluster vid kompani G vid 109:e infanteriregementet, 28:e infanteridivisionen.

## Desertering
Första gången Slovik deserterade var under en granatattack då Slovik och hans vän, menige John Tankey, tog skydd och därefter försvann från sin enhet. Morgonen efter kom de i kontakt med kanadensisk militärpolis och kvarstannade hos det kanadensiska förbandet de kommande sex veckorna, tills de anslöt sig till amerikanarna igen. Tankey skrev till deras enhet och förklarade deras frånvaro och de inställde sig för tjänst vid sin enhet 7 oktober. Inga anklagelser mot de båda för olovlig frånvaro rapporterades, men Slovik fick förklarat för sig att om han gav sig iväg igen skulle han rapporteras för desertering.
Följande dag, 8 oktober, informerade Slovik sin befälhavare, kapten Ralph Grotte, att han var för rädd för att tjänstgöra vid ett skyttekompani och frågade om han kunde bli överförd till en enhet längre från fronten. Han berättade för Grotte att han skulle fly om han tvingades tjänstgöra vid ett skyttekompani, han frågade om det skulle innebära desertering, Grotte bekräftade detta och avslog Sloviks begäran och skickade iväg honom till en skyttepluton. 
Följande dag sökte Slovik upp en militärpolis och överlämnade ett meddelande att han hade för avsikt att fly om han sändes i strid. Han ställdes inför överstelöjtnant Ross Henbest, som erbjöd Slovik att en möjlighet att återvända till fronten utan att några anklagelser skulle riktas emot honom. Slovik vägrade och skrev ännu ett uttalande som lät meddela att han förstod konsekvenserna av sitt agerande.
Slovik togs i förvar i divisionens fängelse och förhördes av både juristen på divisionen och divisiones psykiater. Divisionens auditör överstelöjtnant Henry Summer från Judge Advocate General's Corps erbjöd återigen Slovik möjligheten att återvända till sin enhet och få anklagelserna emot honom nedlagda. Han erbjöd även Slovik en möjlighet att bli förflyttad till ett annat infanteriregemente. Slovik vägrade med svaret: "engelska: I've made up my mind. I'll take my court martial." ("Jag har bestämt mig, jag tar min krigsrätt").

## Krigsrätt och avrättning
28. divisionen planerade ett anfall på Hürtgenskogen, de planerade operationerna var kända i divisionen och det väntades svåra förluster. Tyskarna var fast beslutna att försvara sig, och vädret reducerade de allierades övertag med pansarförband och luftunderstöd till nästintill obefintligt. En uppfattning bland soldaterna var att de hellre hamnade i fängelse än att de stannade kvar i strid, och antalet deserteringar hade börjat att öka.
Slovik anklagades för desertering i syfte att undvika farlig tjänst och ställdes inför rätta 11 november 1944. Åklagaren kapten John Green presenterade vittnen som Slovik hade uppgett sina avsikter att fly för. Försvararen, kapten Edward Woods, meddelade att Slovik inte hade för avsikt att vittna. De nio officerare som utgjorde juryn fann Slovik skyldig och dömde honom till döden. Rättegången hade inletts klockan 10:00 och var över 11:40.  Straffet fastställdes av divisionen befälhavare generalmajor Norman Cota.
Den 9 december skrev Slovik ett brev till de allierades överbefälhavare General Dwight D. Eisenhower, med vädjan om nåd. Vid det tillfället hade deserteringarna blivit ett problem för de allierade varför Eisenhower fastställde avrättningen 23 december.

### Arkebusering
Arkebuseringen utfördes klockan 10:04 den 21 januari 1945, nära byn Sainte-Marie-aux-Mines i en inhägnad trädgård. 12 personer deltog i arkebuseringsplutonen och ingen av dessa kände Slovik sedan tidigare. När militärläkaren undersökte Sloviks kropp visade det sig att inget av de elva skott som träffat (en skytt hade missat) hade träffat hjärtat. Skotten avfyrades på 20 stegs avstånd av skyttar som kunde träffa betydligt mindre mål på det dubbla avståndet.
Slovik begravdes i sektion E vid krigskyrkogården Oise-Aisne American Cemetery and Memorial i Fère-en-Tardenois, bredvid 93 andra amerikanska soldater som avrättas för brott som mord och våldtäkt. Deras svarta gravstenar har nummer istället för namn för att göra det omöjligt med individuell identifiering. 1987, 42 år efter avrättningen återfördes Sloviks kvarlevor till Michigan där han återbegravdes på Woodmerekyrkogården i Detroit, bredvid hans fru som avlidit 1979. Fastän Sloviks fru och andra har framställt begäran om nåd till sju olika presidenter har Slovik inte benådats.

### Förvåning över verkställigheten
Flera av de officerare som dömde Slovik till döden har i efterhand sagt att de aldrig trodde att Slovik verkligen skulle avrättas, utan att de blev förvånade då dödsstraffet verkställdes.

## Eddie Slovik i populärkulturen
1974 gjordes en film om Eddie Slovik med Martin Sheen i rollen som Slovik, Arkebuseringen av menige Slovik, baserad på William Bradford Huies roman från 1954.